# Schirmfeder

Bei manchen Vogelarten wie beispielsweise den Stelzen sind die Schirmfedern sehr lang und „beschirmen“ beim zusammengelegten Flügel die übrigen Schwingen.

Die inneren drei bis fünf Armschwingen eines Vogelflügels werden Schirmfedern genannt, da sie als Schutz über dem zusammengelegten Flügel liegen und diesen z. B. gegen Nässe abschirmen. Bei den Sperlingsvögeln sind es z. B. drei und bei den Limikolen fünf Federn, die als Schirmfedern meist eine abweichende Färbung und Zeichnung, aber auch eine andere Form haben. Sie sind im Allgemeinen deutlich länger als die benachbarten regulären Armschwingen. Durch ihre Schutzfunktion nutzen sie sich schneller ab und werden öfter erneuert. Häufig unterliegen sie einer speziellen Mausersteuerung.